# يقرباب العجمة (الحيمة الخارجية)

تعديل مصدري - تعديل

يقرباب العجمة هي إحدى قرى عزلة سهام بمديرية الحيمة الخارجية التابعة لمحافظة صنعاء، بلغ تعداد سكانها 92 نسمة حسب تعداد اليمن لعام 2004.